# Porte de Ménilmontant
De Porte de Ménilmontant is een toegangslocatie (porte) tot de stad Parijs, en is gelegen in het noordwestelijke 20e arrondissement.